# 波一型潜水艦
波一型潜水艦（はいちがたせんすいかん）は、日本海軍の潜水艦の艦級。C1型（シーいちがた）とも。同型艦2隻。

## 概要
ヴィッカース社から購入したC型潜水艦5隻のうちの最初の2隻で、イギリスで建造され特殊輸送船で日本まで輸送された。ホランド型潜水艦を参考にして設計、建造された発展タイプ。ホランド型は潜舵がなく、丸い船体のため水中での安定性が良くなかったが、本型では潜舵を備え、また排水量もおよそ3倍となり潜水艦として実用の域に達した。
竣工時（1909年、明治42年）の名称は第八潜水艇及び第九潜水艇であったが、1919年（大正8年）にそれぞれ第八潜水艦、第九潜水艦となり、更に1923年（大正12年）に命名基準が変更されて波号第一潜水艦及び波号第二潜水艦となった。
竣工時は潜水艇に類別（等級はなし）。1916年（大正5年）8月4日、二等潜水艇に類別、1919年（大正8年）4月1日、三等潜水艦に類別。
1924年(大正13年)に除籍。これといった戦果はなかったが、潜水艦の発展に一定の寄与をした。

## 同型艦
- 波号第一潜水艦

1909年（明治42年）2月26日竣工（ヴィッカース社）。竣工時の艦名は第八潜水艇。1919年（大正8年）4月1日第八潜水艦に改称。1923年（大正12年）6月15日波号第一潜水艦に改称。1924年(大正13年)4月1日除籍。
- 波号第二潜水艦

1909年（明治42年）3月9日竣工（ヴィッカース社）。竣工時の艦名は第九潜水艇。1919年（大正8年）4月1日第九潜水艦に改称。1923年（大正12年）6月15日波号第二潜水艦に改称。1924年(大正13年)4月1日除籍。